# پاسیفیک گروو (کالیفرنیا)
پاسیفیک گروو (به انگلیسی: Pacific Grove) شهری در شهرستان مونتری ایالت کالیفرنیا است که در سرشماری سال ۲۰۱۰ میلادی، ۱۵۰۴۱ نفر جمعیت داشته‌است.

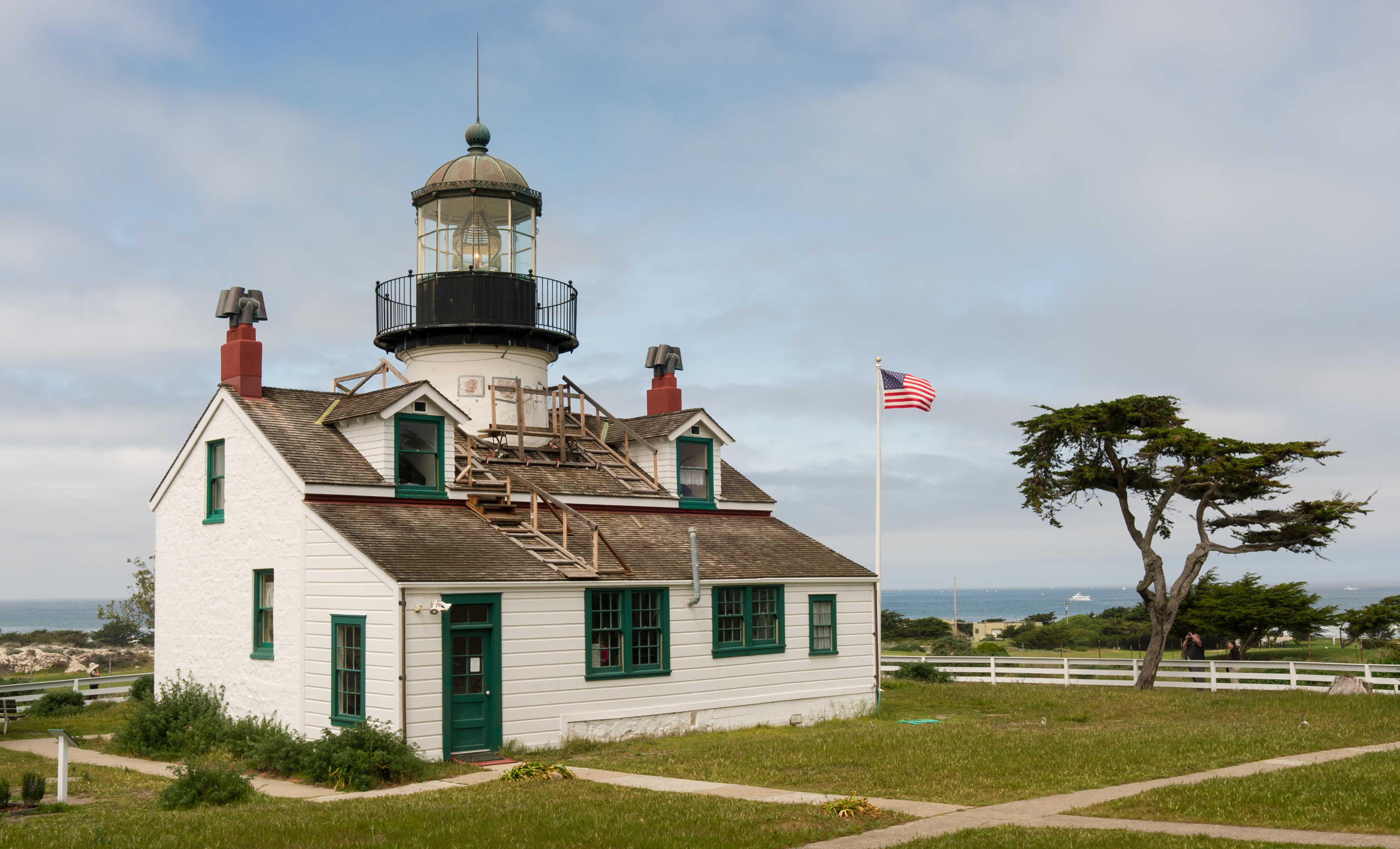
فانوس دریایی پوینت پینوس در ۱ فوریه ۱۸۵۵ برای هدایت کشتی‌ها در سواحل اقیانوس آرام و ایالت کالیفرنیا روشن شد. این قدیمی‌ترین فانوس دریایی است که به‌طور مداوم در ساحل غربی آمریکا ایالات متحده کار می‌کند و حتی عدسی آن نیز اصلی است. با اینکه فانوس دریایی جزیره آلکاتراز هشت ماه قبل از پوینت پینوس شروع به کار کرد اما در سال ۱۹۰۹ توسط زندان نظامی جایگزین شد. فانوس دریایی پوینت پینوس هنوز هم یک کمک فعال گارد ساحلی ایالات متحده برای ناوبری است. نمایشگاه‌های موزه در محل و سایر عملکردهای مرتبط با فانوس دریایی توسط شهر پاسیفیک گروو اداره می‌شود.